# A-akkoorden
A-akkoorden zijn muziekakkoorden die de A als grondtoon hebben.

## Drieklanken
|       |              | priem | terts | kwint | notatie                                                                                          |
| ----- | ------------ | ----- | ----- | ----- | ------------------------------------------------------------------------------------------------ |
| A     | A majeur     | a     | c♯    | e     | Het afspelen van audio wordt niet ondersteund in uw browser. U kunt het audiobestand downloaden. |
| Am    | A mineur     | a     | c     | e     | Het afspelen van audio wordt niet ondersteund in uw browser. U kunt het audiobestand downloaden. |
| A+    | A overmatig  | a     | c♯    | e♯    | Het afspelen van audio wordt niet ondersteund in uw browser. U kunt het audiobestand downloaden. |
| Adim  | A verminderd | a     | c     | e♭    | Het afspelen van audio wordt niet ondersteund in uw browser. U kunt het audiobestand downloaden. |
| Asus2 | A sus2       | a     | b     | e     | Het afspelen van audio wordt niet ondersteund in uw browser. U kunt het audiobestand downloaden. |
| Asus4 | A sus4       | a     | d     | e     | Het afspelen van audio wordt niet ondersteund in uw browser. U kunt het audiobestand downloaden. |

## Vierklanken
|             |                          | priem | terts | kwint | septiem | notatie                                                                                          |
| ----------- | ------------------------ | ----- | ----- | ----- | ------- | ------------------------------------------------------------------------------------------------ |
| Amaj7       | A majeur septiem         | a     | c♯    | e     | g♯      | Het afspelen van audio wordt niet ondersteund in uw browser. U kunt het audiobestand downloaden. |
| A7          | A dominant septiem       | a     | c♯    | e     | g       | Het afspelen van audio wordt niet ondersteund in uw browser. U kunt het audiobestand downloaden. |
| Am maj7     | A mineur majeur septiem  | a     | c     | e     | g♯      | Het afspelen van audio wordt niet ondersteund in uw browser. U kunt het audiobestand downloaden. |
| Am7         | A mineur septiem         | a     | c     | e     | g       | Het afspelen van audio wordt niet ondersteund in uw browser. U kunt het audiobestand downloaden. |
| A7sus4      |                          | a     | d     | e     | g       | Het afspelen van audio wordt niet ondersteund in uw browser. U kunt het audiobestand downloaden. |
| Aø7 (Am7♭5) | A halfverminderd septiem | a     | c     | e♭    | g       | Het afspelen van audio wordt niet ondersteund in uw browser. U kunt het audiobestand downloaden. |
| Ao7         | A verminderd septiem     | a     | c     | e♭    | g♭      | Het afspelen van audio wordt niet ondersteund in uw browser. U kunt het audiobestand downloaden. |
| A7♭5        | A hardverminderd septiem | a     | c♯    | e♭    | g       | Het afspelen van audio wordt niet ondersteund in uw browser. U kunt het audiobestand downloaden. |
| Amaj7♯5     | A overmatig septiem      | a     | c♯    | e♯    | g♯      | Het afspelen van audio wordt niet ondersteund in uw browser. U kunt het audiobestand downloaden. |
| A7♯5        | A overmatig dominant     | a     | c♯    | e♯    | g       | Het afspelen van audio wordt niet ondersteund in uw browser. U kunt het audiobestand downloaden. |
| A6          | A sext                   | a     | c♯    | e     | f♯      | Het afspelen van audio wordt niet ondersteund in uw browser. U kunt het audiobestand downloaden. |
| Am6         | A mineur sext            | a     | c     | e     | f♯      | Het afspelen van audio wordt niet ondersteund in uw browser. U kunt het audiobestand downloaden. |

## Vijfklanken
|         |                                | priem | terts | kwint | septiem | none | notatie                                                                                          |
| ------- | ------------------------------ | ----- | ----- | ----- | ------- | ---- | ------------------------------------------------------------------------------------------------ |
| Amaj9   | A majeur none                  | a     | c♯    | e     | g♯      | b    | Het afspelen van audio wordt niet ondersteund in uw browser. U kunt het audiobestand downloaden. |
| A9      | A dominant none                | a     | c♯    | e     | g       | b    | Het afspelen van audio wordt niet ondersteund in uw browser. U kunt het audiobestand downloaden. |
| Am maj9 | A mineur majeur none           | a     | c     | e     | g♯      | b    | Het afspelen van audio wordt niet ondersteund in uw browser. U kunt het audiobestand downloaden. |
| Am9     | A mineur none                  | a     | c     | e     | g       | b    | Het afspelen van audio wordt niet ondersteund in uw browser. U kunt het audiobestand downloaden. |
| A7♭9    | A dominant septiem kleine none | a     | c♯    | e     | g       | b♭   | Het afspelen van audio wordt niet ondersteund in uw browser. U kunt het audiobestand downloaden. |
| A7♯9    | A dominant septiem overm. none | a     | c♯    | e     | g       | b♯   | Het afspelen van audio wordt niet ondersteund in uw browser. U kunt het audiobestand downloaden. |
| A6 9    | A sext none                    | a     | c♯    | e     | f♯      | b    | Het afspelen van audio wordt niet ondersteund in uw browser. U kunt het audiobestand downloaden. |
| Am6 9   | A mineur sext none             | a     | c     | e     | f♯      | b    | Het afspelen van audio wordt niet ondersteund in uw browser. U kunt het audiobestand downloaden. |

## Opmerkingen
- Alle akkoorden staan in de grondligging genoteerd, maar kunnen omgekeerd worden, door de onderste toon of tonen een octaaf hoger te plaatsen.